# Vital Michalon
Pour les articles homonymes, voir Michalon.
Vital Michalon, né le 26 novembre 1946 à Sainte-Colombe (Rhône) et mort le 31 juillet 1977 à Bouvesse-Quirieu (Isère), est un enseignant français. Il meurt lors de la manifestation antinucléaire à Creys-Malville, tué par l'explosion d'une grenade.

## Biographie
Vital Michalon est enseignant (professeur de physique). Bien que n'appartenant à aucune organisation, il participe à la manifestation contre la centrale de Creys-Malville par conviction.

### Circonstances du décès
Vital Michalon meurt lors de la manifestation à Creys-Malville en 1977, qui s'oppose à l'établissement du site nucléaire de Creys-Malville et qui est fortement réprimée par la police. Ses poumons éclatent sous l'effet d'une explosion. Pour les manifestants, cette explosion a été provoquée par une grenade offensive OF 37 lancée par les forces de l'ordre, tandis qu'une expertise d'octobre 1979 suggère une bombe artisanale lancée par les manifestants. Ses parents déposent plainte contre X, qui se conclut par un non-lieu le 21 novembre 1980. 